# Tim Price
Tim Price est un cavalier de concours complet néo-zélandais né le 3 avril 1979.

## Biographie
Né en 1979 dans la région de Canterbury en Nouvelle-Zélande, il fait ses études à Rangiora. Sélectionné en tant que réserviste pour les jeux olympiques d'été de 2016, il bénéficie du forfait de Jonathan Paget et participe avec son cheval Ringwood Sky Boy à l'épreuve de concours complet en individuel (éliminé) et par équipe (4e),,.
Son épouse, Jonelle Richards, est également cavalière de concours complet, et a participé aux mêmes jeux olympiques que lui.